# 今餐有料到
《今餐有料到》（英語：Know Your Ingredients），前稱《知味教室》，是香港電視娛樂／MakerVille製作的飲食節目，由2021年5月10日至2023年3月3日，逢星期一至五20:00－20:30在ViuTV播出。節目第1－30集由「德國寶」冠名贊助。

## 主持

### 第一輯（第1－30集）
- 陳子豐
- 虞逸峯
- 歐鎮灝
- 岑日珈
- 林婍婷

### 第二輯（第31－247集）
- 陳子豐（第31－197集）
- 王頌茵（第32－141集、第209－221集）
- 余逸思（第33－243集）
- 江𤒹生（第35－79集）[3][4]
- 蔡宛珊（第80－247集）
- 陳葦璇（第86－245集）
- 蔡寶欣（第115－246集）
- 黃奕晨（第144－235集）

### 第三輯（第248－441集）
- 李昭南（第248集起）
- 黃奕晨（第249集起）
- 楊安妮（第250－335集）
- 鄭伊琪（第251集起）
- 吳啟洋（第252－323集）
- 米露迪（第276集起）
- 蔡寶欣（第342集起）
- 樊沛珈（第362集起）

## 節目環節

### 第一輯（第1－30集）
每集兩節各有一位固定嘉賓介紹各種食材處理方法。
| 固定嘉賓          | 身份           | 食材種類       |
| 廖煦昕（Dee哥）   | 凍肉專家       | 肉類           |
| 黎淑慧（Natalie） | 湯水達人       | 海味、湯水材料 |
| 區偉明（明哥）    | 海鮮速遞老闆   | 海鮮           |
| 利曼莎（Jessica） | 菜欄第三代傳人 | 菜             |
| 紀曉華（水哥）    | 美食專家       | 後製食材       |

### 第二輯（第31－247集）
不同日子有不同主題，逢播出單元「廚師發辦」亦會邀請不同藝人嘉賓。
|                             | 星期一     | 星期二     | 星期三     | 星期四       | 星期五       |
| 第31－81集、 第94－143集    | 今晚要救贖 | 美食極營   | 廚師發辦   | Low Bud 盛宴 | 摘鮮記       |
| 第82－93集                  | 摘鮮記     | 今晚要救贖 | 美食極營   | 廚師發辦     | Low Bud 盛宴 |
| 第144－180集、 第188－217集 | 不固定主題 | 不固定主題 | 廚師發辦   | 不固定主題   | 不固定主題   |
| 第181－187集                | 不固定主題 | 不固定主題 | 不固定主題 | 廚師發辦     | 不固定主題   |
| 第218－247集                | 不固定主題 | 不固定主題 | 不固定主題 | 不固定主題   | 不固定主題   |

1. 1 2 3 4 5  包括「今晚要救贖」、「美食極營」、「Low Bud 盛宴」、「名菜速遞」、「唔使急最緊要快」
2. ↑  為配合電影《飯戲攻心》宣傳，第161－163集為「廚師發辦」特別版

### 第三輯（第248－441集）
不同日子有不同主題，逢播出單元「今餐我 Chef 你」亦會邀請不同藝人嘉賓。
|              | 星期一         | 星期二         | 星期三         | 星期四     | 星期五     |
| 第248－252集 | 食得低，食得抵 | 還原靚靚廚     | 食極都唔厭     | 一餸一湯   | 懶人料理   |
| 第253－262集 | 還原靚靚廚     | 食得低，食得抵 | 懶人料理       | 食極都唔厭 | 一餸一湯   |
| 第263－271集 | 還原靚靚廚     | 食得低，食得抵 | 懶人料理       | 一餸一湯   | 食極都唔厭 |
| 第272－286集 | 不固定主題     | 不固定主題     | 不固定主題     | 不固定主題 | 不固定主題 |
| 第287－441集 | 不固定主題     | 不固定主題     | 今餐我 Chef 你 | 不固定主題 | 不固定主題 |

1. 1 2 3  包括「食得低，食得抵」、「還原靚靚廚」、「食極都唔厭」、「一餸一湯」、「懶人料理」

## 固定大廚及其專長

### 第二輯（第31－247集）
| 素食                                                                        | 中式／亞洲                                                      | 異國                                                                           | 星級                                                           | 打卡                                                                |
| 尹嘉蔚（Kris） （第37－75集； 第211－235集）胡志安（Draco） （第93－183集） | 雷啟裕（雷師傅） （第31－245集）李鎬光（Alex） （第179－244集） | 張浩政（Ronald） （第34－139集； 第212－247集）梁國威（Will） （第148－237集） | 泰山（曾匡民） （第33－226集）姜若男（Sandy） （第172－204集） | 何美寶（Mabel） （第35－243集）黎建彰（Andy Dark） （第113－246集） |

各早期廚師（泰山除外）均曾於《30分鐘大放餸》（2020年版）出現；第209集起改於全新廚房取景。
1. ↑  已於2022年轉投香港開電視，但同時繼續播出其已完成錄影的集數。

### 第三輯（第248－441集）
| 固定廚師            | 專長種類       | 主理主題       | 出場集數      |
| 何美寶（Mabel）     | 不定專題       | 食得低，食得抵 | 由 第248集 起 |
| 黎建彰（Andy Dark） | 環球美食       | 還原靚靚廚     | 由 第249集 起 |
| 雷啟裕（雷師傅）    | 中式料理       | 食極都唔厭     | 由 第250集 起 |
| 黎淑慧（Natalie）   | 湯水達人       | 一餸一湯       | 由 第251集 起 |
| 林詠妍（Carlina）   | 星級廚房       | 懶人料理       | 由 第252集 起 |
| （無固定廚師）      | （無固定廚師） | 今餐我 Chef 你 | 由 第289集 起 |

## 每集內容
| 集數     | 日期               | 星期一                                                                         | 星期二                                                     | 星期三                                                                                 | 星期四                                                                           | 星期五                                                                                    | 電視直播收視 |
| 2021年   |                    |                                                                                |                                                            |                                                                                        |                                                                                  |                                                                                           |              |
| 1－5     | 5月10日－5月14日   | 封門柳／海參                                                                   | 平民蟹／菜心                                               | 火腿／金蠔                                                                             | 斧頭扒／番薯                                                                     | 烏魚子／蟶子                                                                              | 沒有資料     |
| 6－10    | 5月17日－5月21日   | 封門柳大不同（澳洲vs美國vs俄羅斯）／花膠                                       | 鮑魚／花生芽菜                                             | 罐頭／淮山                                                                             | 牛小排／橄欖油                                                                   | 蝦／椒                                                                                    | 沒有資料     |
| 11－15   | 5月24日－5月28日   | Dry aged 乾式熟成牛肉 vs 冰鮮牛肉／螺頭                                        | 黑松露／四色蘿蔔                                           | 東星斑、泰星斑、西星斑／南棗、紅棗、椰棗、蜜棗                                         | 濟州豬肉／薑                                                                     | 長腳蟹、松葉蟹、毛蟹／大豆製品                                                            | 1.4點        |
| 16－20   | 5月31日－6月4日    | 日本和牛／魚乾                                                                 | 老虎斑、紅瓜子斑／豆苗、豆胚                               | 醃菜／蝦米、蝦皮、蝦乾                                                                 | 澳洲和牛／菇                                                                     | 芝士（Burrata Vs Mozzarella）／元貝                                                       | 1.5點        |
| 21－25   | 6月7日－6月11日    | 牛仔骨／海底椰                                                                 | 龍蝦／羽衣甘藍                                             | 傳統巴薩米克醋／桃膠、雪蓮子、雪燕                                                     | 韓牛／蔥、京蔥、韭菜、韭菜花、韭王                                               | 香腸／瀨尿蝦                                                                              | 1.7點        |
| 26       | 6月25日            | 不適用                                                                         | 不適用                                                     | 不適用                                                                                 | 不適用                                                                           | 豬皮、豬護心肉／無花果                                                                    | 1.3點        |
| 27－28   | 7月1日－7月2日     | 不適用                                                                         | 不適用                                                     | 不適用                                                                                 | 象拔蚌／白菜                                                                     | 肉桂／瑤柱                                                                                | 1.7點        |
| 29－31   | 7月5日－7月9日     | 半骨牛仔骨、牛肋骨、韓燒醬油漬牛肉／萵苣家族：唐生菜、西生菜、羅馬生菜、紅生菜 | 腐乳／黃花魚、紅衫魚                                       | 不適用                                                                                 | 不適用                                                                           | 陳子豐、雷啟裕奇異果蝦多士／乾燒蝦汁蠔配香煎陳村粉                                        | 1.5點        |
| 32－35   | 7月13日－7月16日   | 不適用                                                                         | 王頌茵、雷啟裕乾煸麻辣抱子／甘藍山珍納豆煎魚塊             | 余逸思、泰山、練美娟芝士羊扒配辣番茄醬／越南牛肉沙律                                   | 余逸思、張浩政雞沙律壽司三文治／西蘭花香餅                                       | 江𤒹生、何美寶芒果莎莎拌香煎三文魚／香芒蟹肉酥皮盒                                        | 1.8點        |
| 36－39   | 7月19日－7月22日   | 余逸思、張浩政龍蝦芝士焗通粉／洋蔥煙肉炒薯粒伴牛油果醬                         | 江𤒹生、尹嘉蔚素卡邦尼翠玉瓜麵／韓式素牛肉炒蒟蒻麵         | 余逸思、尹嘉蔚、李健宏沙嗲素牛肉即食麵／芫荽素肉燒賣                                   | 陳子豐、何美寶彩虹米紙卷／普羅旺斯雜菜燴                                         | 不適用                                                                                    | 1.8點        |
| 40－44   | 8月9日-8月13日     | 江𤒹生、雷啟裕風味牛舌／Q皮麻香滷牛腱                                          | 陳子豐、何美寶南瓜桂花芋圓／黑糖蒟蒻豆腐慕絲               | 余逸思、泰山、P1X3L部隊薄餅／雞肉南瓜豆漿湯飯／白米布甸配海鹽焦糖醬                    | 陳子豐、泰山薯泡雞腎／綠色炸彈                                                   | 江𤒹生、尹嘉蔚蓮藕萵筍乾鍋素雞／酥炸四季豆配白味噌芝麻醬                                  | 1.9點        |
| 45－49   | 8月16日－8月20日   | 陳子豐、何美寶香焗鹹蛋黃喇沙蜆肉意粉／鹹蛋黃手打芝心肉丸                       | 江𤒹生、泰山蟹肉釀辣椒／芝麻蜜糖能量棒                     | 王頌茵、雷啟裕、七仙羽乳香素菜糕／素湯甜豆仁                                           | 江𤒹生、尹嘉蔚奶油咖哩素雞／煎藕餅                                               | 余逸思、張浩政薯仔丸子配番茄醬／香煎比目魚配青木瓜沙律                                    | 2.0點        |
| 50－54   | 8月23日－8月27日   | 江𤒹生、何美寶家鄉芫荽肉碎湯丸／芫荽焦糖燉蛋                                   | 余逸思、尹嘉蔚燒汁秋葵素牛肉卷／菠菜薯仔蛋餅               | 王頌茵、張浩政、張右雨香煎牛扒配蘑菇忌廉汁及薯蓉／杏仁奶擔擔面                         | 王頌茵、雷啟裕脆皮麻婆豆腐／燒椒陽江豆豉野菌                                     | 江𤒹生、泰山蝸牛牛油炒青豆／荷蘭汁筍配水波蛋                                              | 2.0點        |
| 55－59   | 8月30日－9月3日    | 江𤒹生、泰山生炸朱古力條配野莓醬／螺旋炸餅配士多啤梨醬                         | 王頌茵、張浩政鑊仔冬蔭功三文魚意粉／青醬鯖魚配意大利青瓜麵 | 陳子豐、何美寶、李炘頤海膽露筍大蝦卷／海膽燴鱈魚意大利飯                               | 余逸思、尹嘉蔚揚州炒椰菜花飯／金奇異果素芝士蛋糕                                 | 王頌茵、雷啟裕青蔥醬糯白茄／藜麥香醋美容涼瓜                                              | 1.8點        |
| 60－64   | 9月6日－9月10日    | 王頌茵、張浩政四重芝士焗肉醬千層麵／Double 芝士汁手工漢堡                      | 江𤒹生、張浩政合桃蘋果金寶／牛油果醬天使麵                 | 余逸思、何美寶、曾贊學蜂蜜芥末無骨春雞／扭計骰和牛沙律                                 | 余逸思、尹嘉蔚素肉鬆蛋餅／番茄蛋素雞炒麵                                         | 陳子豐、雷啟裕番茄蛋牛肉治／黃金烏頭                                                      | 1.8點        |
| 65－69   | 9月13日－9月17日   | 江𤒹生、泰山芝士波波／檸檬凝乳                                                 | 王頌茵、何美寶燒烤大啡菇廣島蠔意大利飯／香辣西芹肉碎伴白菜 | 余逸思、雷啟裕、鄭伊琪鴛鴦檸檬蒸馬友／立鱗馬頭魚                                       | 陳子豐、雷啟裕金鑽腐皮卷／韭菜豬紅粉條                                           | 江𤒹生、尹嘉蔚南瓜米仔意粉／橙香啤梨                                                      | 沒有資料     |
| 70－74   | 9月20日－9月24日   | 陳子豐、雷啟裕紅燒肉／反沙芋                                                   | 余逸思、尹嘉蔚紅棗砵仔糕／羽衣甘藍素肉炒杏鮑菇             | 江𤒹生、泰山、蔡瀚億、陳俞希免治污糟牛肉飯／咖啡沙巴雍                                 | 王頌茵、何美寶玫瑰蘋果撻／糯米釀雞翼                                             | 王頌茵、張浩政鮑魚花甲炊飯／海膽意粉                                                      | 1.7點        |
| 75－79   | 9月27日－10月1日   | 余逸思、尹嘉蔚紫薯素巴斯克蛋糕／芝心藍帶素豬扒                                 | 王頌茵、何美寶紅腰豆法式蟹餅／蟹籽海帶素蒸餃               | 江𤒹生、泰山、陳葦璇極速番茄蝦飯／黑陳醋炒雜菜                                         | 王頌茵、張浩政菠菜芝士釀貝殼粉／朱古力布朗尼                                     | 江𤒹生、泰山香草牛油皮鱈魚／椰菜花薏米意大利飯                                            | 2.0點        |
| 80－83   | 10月4日－10月8日   | 蔡宛珊、雷啟裕麻辣慕絲孜然羊膝／麻辣雞脾菇                                     | 陳子豐、張浩政松子南瓜沙律／忌廉番茄意大利飯               | 暫停播映                                                                               | 王頌茵、泰山、蔡寶欣江戶前玉子燒／御手洗糰子 併 三色糰子                         | 余逸思、張浩政日式蛋包麵／肉卷飯團                                                        | 1.8點        |
| 84－88   | 10月11日－10月15日 | 蔡宛珊、何美寶荷香糯米蒸花蟹／金不換黃咖哩炒肉蟹                               | 余逸思、張浩政韓式泡菜芝士卷／芝士炸雞三文治               | 陳葦璇、泰山杏仁燕麥球／藜麥羽衣甘藍豆腐沙律                                           | 蔡宛珊、雷啟裕、陳嘉倩川辣酸湯蝦／醬烤小黃魚                                     | 王頌茵、何美寶櫻花豆腐藜麥丸子／家鄉梅菜豬肉卷                                            | 2.2點        |
| 89－93   | 10月18日－10月22日 | 蔡宛珊、雷啟裕金不換焗鮑魚／魷魚XO醬炒蟶子                                     | 蔡宛珊、雷啟裕剁椒蒸魚頭／辣燒牙帶魚                       | 王頌茵、何美寶賽螃蟹／薑蔥粉絲蝦煲                                                     | 余逸思、泰山、譚凱倫椰絲蝦配魔鬼蛋／蜜糖黑醋煎鴨胸配菠菜                         | 余逸思、泰山、胡志安陳皮紅豆寒天卷／韓式綠豆煎餅                                          | 1.8點        |
| 94－98   | 10月25日－10月29日 | 王頌茵、何美寶黑松露燒烤蘑菇釀菠菜芝士／黑松露牛肉薯絲餅                       | 余逸思、胡志安黃金天貝／酥皮朱古力咖喱角                   | 余逸思、張浩政、張紋嘉三色手羽山／和風蜆肉意大利粉                                     | 陳葦璇、泰山微辣椰菜花飯配水波蛋／香茅椰菜花湯                                   | 陳子豐、張浩政龍鬚蝦／紫蘇雞肉丸子                                                        | 1.8點        |
| 99－103  | 11月1日－11月5日   | 余逸思、胡志安韓式芝士炸排骨／素版黃金威靈頓                                   | 蔡宛珊、胡志安泰式椰汁紅寶石／椰青沙薑雞髀菇湯             | 余逸思、張浩政、李敏虎蝦炒金邊粉／泰式炸雞塊                                           | 蔡宛珊、何美寶班蘭葉包雞／泰式香辣魚餅                                           | 陳子豐、雷啟裕黃金石榴球／香草焗乳鴿                                                      | 1.8點        |
| 104－108 | 11月8日－11月12日  | 余逸思、張浩政香草雞肉捲餅／蝦多士                                             | 陳葦璇、何美寶星洲麥皮蝦／開心果寶雲酥羊架                 | 陳葦璇、何美寶、許廷鏗迷你威靈頓牛柳粒／西班牙海鮮飯                                   | 王頌茵、泰山救命薯餅／脆脆炒飯                                                   | 余逸思、張浩政日式燒魷魚筒飯／伏特加番茄青口                                              | 1.9點        |
| 109－113 | 11月15日－11月19日 | 王頌茵、泰山味噌肉丸／迷你檸檬蛋糕                                             | 陳葦璇、泰山燈籠椒菠菜焗蛋／水牛蘑菇                       | 蔡宛珊、胡志安、張沛樂黑松露野菌瓜子撻／白玉三絲卷                                     | 蔡宛珊、雷啟裕金絲朱豆／桂花炒銀芽                                               | 王頌茵、黎建彰鴨油風琴焗薯／蒙布朗栗子蛋糕                                                | 1.8點        |
| 114－118 | 11月22日－11月26日 | 蔡宛珊、雷啟裕臘味糯米飯／臘味焗釀番茄                                         | 蔡寶欣、何美寶麻辣玫瑰火焰牛舌燴飯／荷香古法紅棗蒸鱈魚球   | 王頌茵、泰山、米露迪焦糖蘋果鐵鍋鬆餅／泡菜鱈魚煲                                       | 蔡宛珊、胡志安炸豆腐配黃金皮蛋醬／野菌拿破崙                                     | 王頌茵、黎建彰咖喱番石榴沙律／綠茶提拉米蘇                                                | 1.8點        |
| 119－123 | 11月29日－12月3日  | 王頌茵、黎建彰韓國炸芝士熱狗棒／終極朱古力巨曲奇                               | 余逸思、泰山西班牙辣腸鷹嘴豆意粉／蔥蔥薄餅配泡菜豬肉       | 蔡宛珊、張浩政、羅沛琪、黃奕晨吉列豬扒丼／鰻魚牛油果卷                                 | 陳葦璇、何美寶蒜香彩花球／核桃酥                                                 | 蔡宛珊、雷啟裕辣汁雙花／蔥香山珍桂花魚                                                    | 1.9點        |
| 124－128 | 12月6日－12月10日  | 蔡宛珊、張浩政焗菜批／炸芝士洋蔥圈 Wasabi 他他醬                               | 陳葦璇、雷啟裕極速清湯蘿蔔牛肉／涼拌山珍魷魚               | 余逸思、泰山、霍俊邦地中海風羊排／椰香黃薑飯                                           | 蔡寶欣、何美寶野菜雞胸卷配拿破崙番茄汁／意式炸飯球                               | 蔡宛珊、張浩政美式焗蠔／蒜香和風海鮮意粉                                                  | 1.9點        |
| 129－133 | 12月13日－12月17日 | 余逸思、泰山炸蛋鵪鶉配忌廉菠菜／蒜香德國麵糰配菠菜車厘茄                       | 陳子豐、黎建彰香辣吞拿魚配炸米通／野菜炒豆渣               | 陳葦璇、雷啟裕、林茂發加蔥鹽焗手撕雞／加蔥糖醋香菇                                     | 蔡宛珊、張浩政脆焗薯批／薯仔芝士梳乎厘                                           | 王頌茵、何美寶胡椒牛肉餅／蒜香鹽酥田雞                                                    | 1.9點        |
| 134－138 | 12月20日－12月24日 | 蔡寶欣、何美寶聖誕樹班戟／繡球花肉桂卷                                         | 蔡宛珊、張浩政火雞肉／暖笠笠沙律                           | 余逸思、泰山、沈殷怡開心三文魚球／雜菜炸餅配香辣沙律醬                                 | 陳葦璇、雷啟裕潮式番薯烙／剁椒茄子                                               | 陳子豐、黎建彰瑞典番茄忌廉海鮮湯／意式脆皮燒肉卷                                          | 1.9點        |
| 139－143 | 12月27日－12月31日 | 蔡宛珊、張浩政芝士番薯焗雞／番茄肉卷意粉                                       | 蔡寶欣、何美寶香茅薑黃椰青雞湯／黑糖枸杞子桂花貝殼蛋糕     | 王頌茵、何美寶、陳安立椰皇雪燕雙色芋圓／水煮魚                                         | 陳子豐、黎建彰邪惡肥豬肉三文治／泡菜即食麵御好燒                                 | 余逸思、泰山紅咖喱大蝦意粉／煎牛扒配黑胡椒白蘭地醬汁                                      | 1.8點        |
| 2022年   |                    |                                                                                |                                                            |                                                                                        |                                                                                  |                                                                                           |              |
| 144－148 | 1月3日－1月7日     | 黃奕晨、何美寶葡式白酒煮大蜆／葡式春雞釀飯                                     | 余逸思、泰山意式煙肉雅枝竹意粉／香煎豆腐配紅菜頭           | 黃奕晨、何美寶、林奕匡菠蘿咕嚕肉／鴛鴦蔥爆雞煲                                         | 蔡寶欣、胡志安芝士蛋糕厚多士／炒饅頭                                             | 余逸思、梁國威香草羊柳配燴雜菜／日式茄子配紅菜頭啫喱汁                                    | 1.9點        |
| 149－153 | 1月10日－1月14日   | 余逸思、泰山羽衣甘藍醬意粉／白汁雞皇飯                                         | 陳葦璇、胡志安亞麻籽南瓜餅／藍莓山藥盒                     | 蔡寶欣、何美寶、陳海寧桃花餃／百花盤龍茄子                                             | 蔡宛珊、雷啟裕宮保雞丁／京醬肉絲                                                 | 陳子豐、黎建彰救急炸蟹球／碧根果仁撻                                                      | 2.3點        |
| 154－158 | 1月17日－1月21日   | 蔡寶欣、胡志安娘惹斑蘭椰絲球／奶茶西米糕                                       | 蔡宛珊、黎建彰叮叮蛋糕／懶人黑椒芝士意粉                   | 蔡宛珊、雷啟裕、郭奕芯糖醋排骨／八鮮乳鍋塌豆腐                                         | 余逸思、泰山狗仔波波／蘇格蘭蛋                                                   | 黃奕晨、何美寶印度式茴香雞肉腰果飯／西梅紅酒燴豬柳                                        | 2.3點        |
| 159－163 | 1月24日－1月28日   | 余逸思、梁國威牛蒡沙律／焗紫椰菜配牛油果大蝦                                   | 陳葦璇、胡志安桃花酥／脆炸豆卜花球                         | 陳子豐、何美寶、王菀之、陳湛文五穀豐收（玉蘭瑤柱蛋白炒飯）／包羅萬有（蔥爆鮑魚海鮮煲） | 陳子豐、何美寶、鄧麗欣、張繼聰家肥屋潤（秘製蜜汁叉燒）／大鵬展翅（花膠素翅雞煲） | 陳子豐、何美寶、鄧麗欣、陳詠燊金銀滿屋（柚子蜜汁煎金蠔）／嘻哈大笑（XO 醬蘆筍百合炒蝦球） | 2.5點        |
| 164－168 | 1月31日－2月4日    | 余逸思、雷啟裕撈起／黃金蠔餅                                                   | 陳葦璇、泰山紅棗糯米／黃金煎堆                             | 蔡宛珊、黎建彰、強尼金銀滿屋炸角仔／年年有餘生菜卷                                     | 陳葦璇、胡志安素焗魚腸／客家茘芋扣肉（日本車麩）煲                               | 蔡寶欣、何美寶花膠砂鍋雲吞雞／新春賀年福袋                                                | 2.5點        |
| 169－173 | 2月7日－2月11日    | 黃奕晨、泰山啤酒麵包／啡牛油蒜香鮮菇意粉                                       | 蔡宛珊、黎建彰馬拉炒蘿蔔糕／蘿蔔糕芝士炸春卷               | 陳子豐、梁國威、葉思男牛腹扒蔥油餅／黑松露溫泉蛋配巴馬火腿炒雜菌                       | 蔡寶欣、姜若男佛羅倫斯燴牛肚／香蒜橄欖油意大利粉                                 | 蔡宛珊、雷啟裕蒜香牛筋／雪耳芋頭炆雞                                                      | 2.6點        |
| 174－178 | 2月14日－2月18日   | 黃奕晨、泰山法式味噌洋蔥湯／味噌忌廉意粉                                       | 陳子豐、黎建彰海鮮茄香古斯米／香辣芫荽青醬番薯丸子         | 余逸思、何美寶、黃妍焦糖海鹽香蕉意大利芝士餅／三文魚菠菜酥皮卷                         | 蔡寶欣、姜若男香烤三重芝士三文治／法式白酒青口                                   | 余逸思、雷啟裕牛奶鍋貼／順德煎焗魚頭                                                      | 2.4點        |
| 179－182 | 2月21日－2月25日   | 蔡宛珊、李鎬光酸菜濃湯煮東星片／蛋白花雕蒸蟹                                   | 蔡寶欣、何美寶泰式豬肉碎生菜包／泰式三味魚                 | 暫停播映                                                                               | 陳子豐、黎建彰、徐㴓喬焦糖雞翼／大粟忌廉意粉                                     | 陳葦璇、泰山燒汁芝士炸豬排飯／韓式年糕湯                                                  | 2.4點        |
| 183－187 | 2月28日－3月4日    | 蔡寶欣、胡志安洋車前子豆皮卷／生根百味球                                       | 余逸思、何美寶台式三杯羊／金沙臘味釀苦瓜                   | 陳葦璇、泰山蘋果批／美式炸雞                                                           | 余逸思、雷啟裕、陳康榮辣子雞 Wing／沙薑煎焗雞 Wing                               | 蔡宛珊、李鎬光海苔蟹肉燴鮑魚／荷香麒麟龍躉片                                              | 2.6點        |
| 188－192 | 3月7日－3月11日    | 余逸思、梁國威紫菜炸雞配日式他他醬／日式帶子泡飯                               | 蔡寶欣、姜若男豬潤魷魚白胡椒汁長通粉／港式避風塘天使麵     | 黃奕晨、泰山、李昭南香煎帶子配焦糖橙汁／香橙小蛋糕                                     | 陳子豐、梁國威豬鞍配香烤無花果燴甜椒／脆皮三文魚配西柚牛油果沙拉                 | 余逸思、黎建彰Yoshi 龍蝦包／熱情果奶油忌廉泡芙                                            | 2.7點        |
| 193－197 | 3月14日－3月18日   | 蔡宛珊、李鎬光秋葵川香辣子蝦／煙燻牛小排                                       | 黃奕晨、何美寶鴕鳥野菜薄餅卷／椒絲腐乳野菌煙肉意粉         | 蔡寶欣、泰山、陳俞希番茄凍湯涼麵／波板糖檸檬雞                                         | 黃奕晨、雷啟裕上海烤麩／上海松子魚                                               | 陳子豐、梁國威薄切帶子配熱情果汁／蟹肉千層酥                                              | 2.5點        |
| 198－202 | 3月21日－3月25日   | 黃奕晨、何美寶紅燒獅子頭／江南百花雞                                           | 蔡寶欣、泰山奇異果撻／煙燻沙甸魚抹醬                       | 黃奕晨、雷啟裕、岑樂怡鹹蛋蒸肉餅／玫瑰南乳焗鱔                                         | 蔡宛珊、姜若男法式炒蛋／西班牙吉拿棒併脆皮泡芙                                   | 余逸思、黎建彰歡樂蛋糕棒棒球／西班牙馬鈴薯蛋餅                                            | 2.2點        |
| 203－207 | 3月28日－4月1日    | 蔡寶欣、泰山朱古力蛋糕／辣肉腸薄餅                                             | 蔡宛珊、姜若男卡邦尼意粉／油封雞                           | 陳葦璇、雷啟裕、駱振偉客家芋頭炆豬肉／客家釀苦瓜湯                                     | 余逸思、黎建彰意式糖醋炸鱔球／南瓜籽朱古力脆糖                                   | 黃奕晨、何美寶台式香菇肉燥飯／蚵仔麵線                                                    | 2.6點        |
| 208－212 | 4月4日－4月8日     | 余逸思、何美寶免焗檸檬撻／家鄉魚肚湯                                           | 王頌茵、雷啟裕金湯薏米燕麥煨鮑魚／孜然茭白炒五花肉         | 王頌茵、泰山、許寶恆洋蔥卡邦尼／法式雜莓布丁蛋糕                                       | 黃奕晨、尹嘉蔚咕嚕素魚柳／香蕉花生醬純素班戟                                     | 陳葦璇、張浩政鑊仔忌廉菠菜三文魚／焗芝士漢堡肉螺絲粉                                      | 2.9點        |
| 213－217 | 4月11日－4月15日   | 黃奕晨、尹嘉蔚牛肝珍菌鑊仔飯／素螞蟻上樹                                       | 余逸思、黎建彰鐵鍋焗曲奇／惹味炸扭扭粉配邪惡芝士醬         | 王頌茵、雷啟裕、楊安妮香辣魷魚配迷你意粉／焦糖生果撻                                   | 陳葦璇、張浩政忌廉芝士焗蘑菇／日式雞波                                           | 王頌茵、雷啟裕玉枕白菜／油泡鮮魷                                                          | 3.0點        |
| 218－222 | 4月18日－4月22日   | 余逸思、黎建彰墨西哥芝士薄餅／韓式雞絲青椒沙律                                 | 蔡宛珊、泰山枝豆香菇炒豆腐／紅粉絲生菜包                   | 蔡寶欣、梁國威A4和牛配奶茶甘筍／炸軟殼龍蝦配糖漬柑桔                                   | 王頌茵、雷啟裕沙薑煎焗鱔／順德拆魚羹                                             | 蔡宛珊、何美寶重慶酸辣粉配口水手撕雞／香芒水晶紫米卷                                      | 2.6點        |
| 223－227 | 4月25日－4月29日   | 陳葦璇、張浩政西班牙蒜蝦／日式照燒比目魚                                       | 蔡宛珊、何美寶菠菜蟹肉千層麵／香橙梳乎厘                   | 余逸思、尹嘉蔚蓮藕糯米丸子／豆乳布甸                                                   | 蔡宛珊、泰山芝士意粉杯／香蕉拖肥批                                               | 蔡寶欣、梁國威赤臘魚配大蒜忌廉汁／釋迦果慕斯                                              | 2.5點        |
| 228－232 | 5月2日－5月6日     | 余逸思、黎建彰賭場焗蜆／南美檸汁醃魚生                                         | 陳葦璇、雷啟裕拔絲蘋果／火爆腰花                           | 余逸思、尹嘉蔚蘋果卷／素炸醬麵                                                         | 蔡宛珊、張浩政雞蛋鬆餅／吞拿魚餅                                                 | 余逸思、何美寶百花炸釀蟹鉗／香辣豉椒豬膶炒花甲                                            | 2.3點        |
| 233－237 | 5月9日－5月13日    | 蔡宛珊、李鎬光鳳尾玉環甫／川辣水煮騸牯牛                                       | 余逸思、尹嘉蔚夫妻菌片／花生榛果露                         | 黃奕晨、尹嘉蔚、栢天男咖喱素牛肉飯／粟米素魚肚羹                                       | 蔡宛珊、何美寶香焗海鮮釀扇貝／傳統漁夫燉海鮮                                     | 蔡寶欣、梁國威炸生蠔配檸檬茶醬／薯片伴孜然芝士醬及牛油果番茄莎莎醬                        | 2.2點        |
| 238－242 | 5月16日－5月20日   | 蔡宛珊、張浩政白汁蟹肉闊條麵／豬柳配暖沙律                                     | 余逸思、何美寶鴨肝醬杏脯釀雞卷／蔓越莓杏仁手工鬆餅         | 蔡寶欣、黎建彰、吳啟洋檸檬瑞可塔芝士班戟／清心丸綠豆爽                                 | 陳葦璇、雷啟裕養生黑豆腐／豉味響螺片                                             | 蔡宛珊、李鎬光海龍黃金甲／白玉藏珍                                                        | 2.0點        |
| 243－247 | 5月23日－5月27日   | 余逸思、何美寶香檳芒果橙花骨／蜜汁素鱔                                         | 蔡宛珊、李鎬光檸檬白酒煮西澳海鮮／麻辣花膠雪菜火鴨絲炆米   | 陳葦璇、雷啟裕酸湯水晶蝦／家鄉釀鯪魚                                                   | 蔡寶欣、黎建彰香辣北非蛋／草莓蛋白脆餅                                           | 蔡宛珊、張浩政秘製辣雞配炊飯／薯仔湯                                                      | 2.1點        |
| 248－252 | 5月30日－6月3日    | 李昭南、何美寶拿破崙千層茄子／燒烤蘑菇釀鮮茄意大利飯                           | 黃奕晨、黎建彰韓式炸雞／韓式辣燉鮟鱇魚                     | 楊安妮、雷啟裕慢煮馬友／家燒馬友                                                       | 鄭伊琪、黎淑慧西洋菜沙心雪梨煲魚乾湯／芝士脆脆滑豆腐                             | 吳啟洋、林詠妍魚手指千層麵／真露煮花甲配多士                                              | 2.0點        |
| 253－257 | 6月6日－6月10日    | 黃奕晨、黎建彰瑞典肉丸配薯蓉／瑞典蘋果蛋糕                                     | 李昭南、何美寶魚香素肉茄子／素麻婆豆腐                     | 吳啟洋、林詠妍茶葉鯖魚茶漬飯／脆煎泡菜餡餅                                             | 楊安妮、雷啟裕蒜泥白肉／孜然燒五花肉                                             | 鄭伊琪、黎淑慧平貝椰子虎乳靈芝煲鐵棍淮山／特別版中式牛柳                                  | 2.2點        |
| 258－262 | 6月13日－6月17日   | 黃奕晨、黎建彰香辣炸菠蘿批／墨西哥焗香辣雞肉芝士卷                             | 李昭南、何美寶韓式涼拌蒟蒻麵／泡菜豚肉卷                   | 吳啟洋、林詠妍一鑊熟櫻花蝦檸檬意粉／叮叮懷舊糯米糍                                     | 楊安妮、雷啟裕沙嗲牛肉芥蘭／番茄蛋牛肉                                           | 鄭伊琪、黎淑慧冬瓜南豆蠔豉湯粟米／鹽麴蔥油脆雞扒配煎蛋                                    | 2.2點        |
| 263－267 | 6月20日－6月24日   | 黃奕晨、黎建彰牛油撻／納奈莫條 Nanaimo Bar                                     | 鄭伊琪、何美寶威靈頓紅菜頭／藜麥雜莓米飯布丁               | 吳啟洋、林詠妍酥皮批 Pizza／免焗西瓜芝士蛋糕                                           | 楊安妮、黎淑慧雙米臭草綠豆沙／芒果脆脆蝦                                         | 李昭南、雷啟裕川椒雞／醬爆雞丁                                                            | 2.1點        |
| 268－271 | 6月27日－7月1日    | 黃奕晨、黎建彰意式脆卷／伏特加醬貝殼粉                                         | 鄭伊琪、何美寶蟲草花菜肉卷／錦繡冬瓜環                     | 吳啟洋、林詠妍氣炸松露牛扒／番茄水牛芝士脆脆杯                                         | 楊安妮、黎淑慧沙葛圓肉煲章魚／番茄炒滑蛋                                         | 暫停播映                                                                                  | 2.2點        |
| 272－276 | 7月4日－7月8日     | 李昭南、雷啟裕魚香茄子卷／蒜香涼拌茄子                                         | 黃奕晨、黎建彰朱古力麻糬銅鑼燒／咖啡咖哩豬頸肉             | 李昭南、何美寶照燒雞胸配薑黃椰菜花飯／秋葵櫻花蝦煎餅                                   | 吳啟洋、林詠妍One Pot 拿破崙意粉／叮叮西多士                                     | 米露迪、雷啟裕剁椒豬潤／啫啫豬潤                                                          | 1.8點        |
| 277－281 | 7月11日－7月15日   | 吳啟洋、黎建彰俄國牛柳絲意粉／俄羅斯餃子                                       | 李昭南、何美寶南瓜咖喱雞焗飯／南瓜紅豆菓子                 | 黃奕晨、林詠妍川椒蒜片蝦／香草乳酪雞                                                   | 米露迪、雷啟裕薑母鴨／乾鍋啤酒鴨                                                 | 黃奕晨、黎淑慧花豆合桃牛大力煲豬尾骨／肥牛金銀椰菜花飯                                    | 1.7點        |
| 282－286 | 7月18日－7月22日   | 吳啟洋、黎建彰馬介休炸薯球／波圖辣肉腸燴牛肚                                   | 李昭南、何美寶剁椒黑木耳荷香蒸鮮魷／銀耳素燴               | 黃奕晨、林詠妍雅枝竹配甜椒蛋黃醬／薄燒牛肉飯糰                                         | 米露迪、雷啟裕肉骨茶／東北大亂燉                                                 | 黃奕晨、黎淑慧哈蜜瓜雞腳湯／白咖喱素鴨                                                    | 沒有資料     |
| 287－291 | 7月25日－7月29日   | 李昭南、何美寶法式紙包焗三文魚／無花果乳酪薄餅                                 | 黃奕晨、林詠妍蟹肉多士配陳醋汁／螢光魷魚薯仔湯             | 李昭南、雷啟裕、何洛瑤櫻花蝦銀魚醬蔥油撈麵／蝦多士                                     | 吳啟洋、黎建彰黎巴嫩塔布勒沙律／中東茄子泥                                       | 黃奕晨、黎淑慧無米漿杏仁茶／焦糖陳醋蜜薯雞翼                                              | 沒有資料     |
| 292－296 | 8月1日－8月5日     | 李昭南、何美寶羽衣甘藍月亮蝦餅／桂花山藥糯米丸子                               | 米露迪、林詠妍藍芝士蘑菇意大利飯／氣炸粟米脆雞翼           | 楊安妮、黎建彰、鍾卓穎炸蝦肉蘇打餅／匈牙利燉牛肉配意粉                                 | 鄭伊琪、雷啟裕咕嚕肉／陳皮叉燒                                                   | 黃奕晨、黎淑慧大地魚肉節瓜湯／鬼馬蝦兵蟹將                                                | 沒有資料     |
| 297－301 | 8月8日－8月12日    | 李昭南、何美寶蒜泥雞脾菇伴黑豚肉／紫薯水晶西米盞                               | 楊安妮、黎建彰椰汁雞湯／芒果糯米飯                         | 米露迪、林詠妍、梁彥宗藜麥蝦 Salsa／叮叮紅絲絨迷你蛋糕                                 | 鄭伊琪、雷啟裕椒鹽鮑魚／白灼鮑魚                                                 | 黃奕晨、黎淑慧牛蒡青紅蘿蔔煲青欖／和風滑蛋炸豬扒                                          | 沒有資料     |
| 302－306 | 8月15日－8月19日   | 黃奕晨、何美寶沖繩風苦瓜豬肉炒蛋／抹茶亞麻籽麻糬菓子                           | 楊安妮、黎建彰豬柳強／芋頭薯餅                             | 米露迪、林詠妍、洪嘉豪鱈魚柳配羊肚菌汁／赤蝦蔥油拌麵                                   | 鄭伊琪、雷啟裕家燒蟹粉豆腐／薑蔥蟹粉撈粗                                         | 黃奕晨、黎淑慧茶樹菇黑靈芝煲黑豆／黃金蟹肉玉子豆腐                                        | 沒有資料     |
| 307－311 | 8月22日－8月26日   | 米露迪、何美寶金不換香辣魚肚／怪味涼拌海參花                                   | 鄭伊琪、黎建彰薯仔大蔥濃湯／飄浮之島                       | 黃奕晨、何美寶、馮寶欣蜜椒薯仔牛柳粒／野莓甜酸雞球                                     | 楊安妮、雷啟裕煎釀四季豆／ViuTV 小炒王                                           | 鄭伊琪、黎淑慧南瓜甘筍忌廉湯／金湯竹笙釀美國蘆筍                                          | 沒有資料     |
| 312－316 | 8月29日－9月2日    | 李昭南、何美寶香辣蓮藕餅／蓮花蓮子燉雪梨                                       | 吳啟洋、黎建彰越式煎餅／越南法包                           | 黃奕晨、雷啟裕、岑珈其菊花魚／西湖醋魚                                                 | 米露迪、雷啟裕絕味撈蠔／荔枝生蠔炆雞                                             | 鄭伊琪、黎淑慧冬瓜封／香辣雞球                                                            | 沒有資料     |
| 317－321 | 9月5日－9月9日     | 李昭南、何美寶素牧羊人批／焦糖椰棗班蘭蛋糕                                     | 吳啟洋、黎建彰韓式厚蛋三文治／甜餅芝士蛋糕                 | 鄭伊琪、黎建彰、李芯駖芯駖雞湯／北歐醃漬三文魚                                         | 米露迪、雷啟裕橙香燻魚／醬烤倉魚                                                 | 鄭伊琪、黎淑慧Nat Nat 小炒王／豬橫脷紅蘿蔔煲粟米                                          | 沒有資料     |
| 322－326 | 9月12日－9月16日   | 李昭南、何美寶杏仁寶雲酥比目魚／牛油果紫蘇大蜆貝殼粉                           | 吳啟洋、黎建彰鮮肉鹹湯圓／台式炸醬麵                       | 楊安妮、黎淑慧石斛甘筍煲猴頭菇／泡菜辣椒仔檸蜜牛仔骨                                   | 米露迪、雷啟裕冰脆涼瓜／釀錦荔枝                                                 | 黃奕晨、雷啟裕、張敬仁順德撈魚生／醋烹蝦仁                                                | 沒有資料     |
| 327－331 | 9月19日－9月23日   | 鄭伊琪、黎建彰唐揚雞翼棒棒糖／羽根爆茜日式餃子                                 | 米露迪、何美寶紅火龍果田園蒟蒻米飯／桂香紅棗心太軟         | 黃奕晨、何美寶、樊沛珈金蒜豉汁盤龍鱔／高力豆沙香蕉                                     | 楊安妮、雷啟裕尖椒拌皮蛋／芫茜皮蛋豆腐肉羹                                       | 李昭南、黎淑慧回鍋肉／羅漢果黃耳素湯                                                      | 沒有資料     |
| 332－336 | 9月26日－9月30日   | 鄭伊琪、黎建彰巴東牛肉／珍多冰                                                 | 米露迪、何美寶香煎鴨胸配神石榴汁／翡翠鮮蝦翠玉瓜麵         | 黃奕晨、何美寶、鄧家禮露絲瑪莉皇冠羊架／拖肥香蕉撻                                     | 楊安妮、雷啟裕紅糖豆沙糍粑／香蕉豆沙鍋餅                                         | 李昭南、黎淑慧燈籠茄子／節瓜雙豆螺片湯                                                    | 沒有資料     |
| 337－341 | 10月3日－10月7日   | 黃奕晨、何美寶三蔥蚵仔燒豆腐／魷魚蝦醬韭菜釀飯                                 | 鄭伊琪、黎建彰巴斯克佐酒小食／西班牙焦糖布甸               | 米露迪、何美寶、徐浩昌味菜豉椒爆肥腸／黯然豬油臘腸撈飯                                 | 李昭南、黎淑慧XO 醬香煎腸粉蝦／竹蔗馬蹄煲北沙參                                  | 黃奕晨、雷啟裕東北羊肉串／小炒羊肉                                                        | 沒有資料     |
| 342－346 | 10月10日－10月14日 | 蔡寶欣、何美寶菠菜大阪燒／味噌鴛鴦蘿蔔燴豬肉                                   | 李昭南、黎建彰俄勒岡黑莓批／周打蜆湯                       | 鄭伊琪、何美寶、葛綽瑤酥皮海鮮湯／西班牙香辣蒜片大蝦                                   | 蔡寶欣、雷啟裕鵝肝小籠包／鵝肝鮮蝦小盒子                                         | 黃奕晨、黎淑慧百花釀冬菇／黨參栗子蟲草花                                                  | 沒有資料     |
| 347－350 | 10月17日－10月21日 | 蔡寶欣、何美寶熱情果涼拌青木瓜燒雞／原個木瓜雪燕杏仁奶凍                       | 李昭南、黎建彰西班牙白凍湯／西班牙炸鮮奶                   | 暫停播映                                                                               | 蔡寶欣、雷啟裕、羅允芝特濃番茄湯烏冬／番茄牛油檸檬龍蝦                           | 黃奕晨、黎淑慧台式甘栗三杯雞／花旗參椰子煲烏雞                                            | 沒有資料     |
| 351－355 | 10月24日－10月28日 | 蔡寶欣、何美寶洋蔥蘋果豬柳卷／玫瑰蘋果金寶蛋糕                                 | 李昭南、黎建彰愛爾蘭黑啤燉牛肉／愛爾蘭忌廉甜酒奶凍         | 李昭南、黎建彰、溫湯馬仕炸魚薯條／香蕉拖肥批                                           | 米露迪、何美寶三杯秋栗烤魚／桂花栗蓉西米布甸                                     | 黃奕晨、黎淑慧惹味肉碎豉蒜炒粉絲／蘋果南棗煲猴頭菇                                        | 沒有資料     |
| 356－360 | 10月31日－11月4日  | 黃奕晨、黎淑慧、葉巧琳紅酒牛尾／紫花果黑桑椹玫瑰茶                             | 李昭南、雷啟裕煙燻蛋／油炸醉蛋                             | 李昭南、雷啟裕、曾贊學豉椒牛扒／蜜汁脆皮棉花魚                                         | 黃奕晨、黎淑慧黑椒薯仔牛柳粒／椰子雪蓮果素湯                                     | 蔡寶欣、雷啟裕響油鱔糊／蒜子炆黃鱔                                                        | 沒有資料     |
| 361－365 | 11月7日－11月11日  | 蔡寶欣、林詠妍中東番茄炒蛋／中東熱狗                                           | 樊沛珈、何美寶墨西哥甜椒釀素肉／牛油果香辣烤雞卷           | 李昭南、雷啟裕、方柏翹清湯牛三寶／坦都里烤雞                                           | 米露迪、黎建彰法式紅酒燉雞／橙酒火焰班戟                                         | 黃奕晨、黎淑慧紅咖喱雞翼／桑葉菜乾湯                                                      | 沒有資料     |
| 366－370 | 11月14日－11月18日 | 米露迪、黎建彰萬能阿根廷青醬／巴塔哥尼亞蛋糕                                   | 樊沛珈、何美寶丹麥魚餅／杏脯核桃蛋糕                       | 李昭南、黎建彰水蜜桃烤布樂／大大塊豬扒包                                               | 蔡寶欣、林詠妍香煎帶子配辣辣魚仔醬／韓式魷魚蒟蒻沙律                             | 米露迪、何美寶紫椰菜珍珠糯米丸子／沙嗲椰菜粉絲豬肉煲                                      | 沒有資料     |
| 371－374 | 11月21日－11月25日 | 暫停播映                                                                       | 樊沛珈、何美寶伊朗羊肉飯／扁豆茄子燉牛肉                   | 鄭伊琪、黎建彰、蘇麗珊葡萄佛卡夏麵包／朱古力莎樂美腸                                   | 蔡寶欣、林詠妍蜂蜜烤葡萄配芝士／黑松露蝦多士                                     | 米露迪、黎建彰巴西芝士麵包波波／森巴雞肉可樂餅                                            | 沒有資料     |
| 375－378 | 11月28日－12月2日  | 暫停播映                                                                       | 黃奕晨、黎建彰意粉鷹嘴豆湯／意式海鮮湯                     | 米露迪、林詠妍、鄺旨呈火焰煎Pan叉燒／蔥油胡椒餅                                        | 李昭南、黎淑慧薑蔥蠔撈粗／西洋菜海竹頭煲吊片                                     | 鄭伊琪、何美寶酒釀柿子麻酸雞／柿子桂圓杞子鬆餅                                            | 沒有資料     |
| 379－382 | 12月5日－12月9日   | 蔡寶欣、雷啟裕櫻花蝦擔擔麵／海鮮打滷麵                                         | 暫停播映                                                   | 米露迪、林詠妍、洪助昇芝士大蝦伊麵／黑糖珍珠班戟                                       | 李昭南、黎淑慧芋頭油鴨煲／蘋果抱心茯神海竹頭湯                                   | 黃奕晨、黎建彰美式芝士三文治配番茄湯／油雞肉汁芝士薯條                                    | 沒有資料     |
| 383－387 | 12月12日－12月16日 | 蔡寶欣、雷啟裕紅花蟹水晶凍／芙蓉薑蔥蟹                                         | 米露迪、林詠妍氣炸魚皮脆脆蝦／滑蛋咖喱煎腸粉               | 黃奕晨、何美寶、黃可盈黑松露牛柳酥皮盒／士多啤梨骨                                     | 蔡寶欣、雷啟裕海鮮炒米形意粉／芝士南瓜汁煎元貝                                   | 鄭伊琪、何美寶飄雪香芋軟心蛋卷／荔芋筒仔米糕                                              | 沒有資料     |
| 388－392 | 12月19日－12月23日 | 李昭南、黎淑慧芝士忌廉蝦伊麵／香濃酥皮蘑菇湯                                   | 鄭伊琪、何美寶椰青胡椒煮大蜆／椰皇紅棗燉桃膠               | 米露迪、黎建彰、楊偉倫比賓卡米糕／印度果亞豬肉咖喱                                     | 樊沛珈、林詠妍簡易藍帶豬扒／焦糖海鹽啤梨                                         | 黃奕晨、林詠妍烤春雞釀西班牙炒飯／忌廉栗子雜菌湯                                          | 沒有資料     |
| 393－397 | 12月26日－12月30日 | 李昭南、何美寶香橙柑桔鱈魚柳／黑糖香橙杏仁克戟                                 | 鄭伊琪、雷啟裕琥珀核桃／話梅西瓜雪條                       | 米露迪、黎建彰、梁雍婷東歐希靈魚沙律／暖笠笠栗子濃湯                                   | 樊沛珈、林詠妍斑蘭椰汁焗三文魚／蘋果扭扭酥                                       | 黃奕晨、林詠妍潮州煎蠔烙／番茄豆腐魚湯                                                    | 沒有資料     |
| 2023年   |                    |                                                                                |                                                            |                                                                                        |                                                                                  |                                                                                           |              |
| 398－402 | 1月2日－1月6日     | 李昭南、何美寶當歸燉羊肉／蔥爆羊肉叉子燒餅                                     | 米露迪、黎建彰印尼炒飯／印尼花生醬沙律                     | 鄭伊琪、雷啟裕、劉蘊晴椒油醋汁娃娃菜／荔浦香芋扣肉                                     | 樊沛珈、林詠妍氣炸粟米骨 / 玫瑰醬長通粉                                          | 黃奕晨、林詠妍鹹檸檬蒸烏頭／蜜瓜沙參玉竹湯                                                | 沒有資料     |
| 403－407 | 1月9日－1月13日    | 李昭南、何美寶黃金青口拌西蘭花飯／西蘭花芝士蝦餅                               | 鄭伊琪、雷啟裕芝士菌皇汁焗龍蝦伊麵／九層塔辣炒龍蝦         | 黃奕晨、何美寶、蘇皓兒泰式咖喱蟹麵包／芒果糯米小丸子                                   | 蔡寶欣、黎建彰香辣芝士焗椰菜花扒／香煎杏鮑菇帶子                                 | 米露迪、林詠妍日式釀豆腐／味噌燒無骨鱔                                                    | 沒有資料     |
| 408－412 | 1月16日－1月20日   | 樊沛珈、何美寶燕麥蝦丸／黃金桂花燕麥紫薯湯圓                                   | 蔡寶欣、黎建彰韓式年糕湯／韓國春節散炙                     | 李昭南、雷啟裕、沈貞巧辣汁薯片年糕／香芒酸辣脆燒賣                                     | 米露迪、林詠妍焗釀蟹蓋／金沙脆皮雞                                               | 李昭南、雷啟裕生菜膽炒獅頭魚／芒果蝦球                                                    | 沒有資料     |
| 413－417 | 1月23日－1月27日   | 樊沛珈、何美寶素鮑魚冬菇滑雞煲／素鮑魚糯米飯                                   | 蔡寶欣、黎建彰新春炒粉絲／紅棗核桃磅蛋糕                   | 黃奕晨、何美寶、張右雨錦繡齊撈起／黃金魷魚                                             | 米露迪、林詠妍笑蝦蝦福袋／脆炸金啤蠔                                             | 樊沛珈、何美寶蔥香大蝦芋絲煲／黃金紅莓開心油角                                            | 沒有資料     |
| 418－422 | 1月30日－2月3日    | 黃奕晨、何美寶摩洛哥咸檸檬雞／檸檬瑪德蓮蛋糕                                   | 李昭南、雷啟裕不一樣的混醬腸粉／水煮牛肉腸粉               | 黃奕晨、黎建彰、吳蚊蚊紅燒牛肉麵／黑糖薑母焦糖燉蛋                                     | 鄭伊琪、林詠妍潮州椒醬肉／九肚魚粉絲湯                                           | 蔡寶欣、何美寶甘筍魚柳卷／甘筍核桃乾果蛋糕                                                | 沒有資料     |
| 423－427 | 2月6日－2月10日    | 黃奕晨、黎建彰左宗棠雞／馳名炸蟹角                                             | 蔡寶欣、何美寶芫茜胡椒素肉餅／香麻芫茜棒棒雞               | 黃奕晨、黎建彰、陳婉儀台式麻油雞／法式草莓批                                           | 鄭伊琪、林詠妍鴨血炆豆腐／蟲草花水鴨湯                                           | 黃奕晨、雷啟裕家燒水蛋／甘香金絲雞軟骨                                                    | 沒有資料     |
| 428－432 | 2月13日－2月17日   | 米露迪、林詠妍糖醋豬腩肉刈包／雞絲碗仔翅                                       | 黃奕晨、黎建彰牛油焗龍蝦尾／士多啤梨乳脂鬆糕               | 樊沛珈、林詠妍、羅振峰立鱗燒配番紅花忌廉汁／法式櫻桃批                                 | 蔡寶欣、何美寶生薑豚肉燒／豆乳丸子薑汁燉蛋                                       | 黃奕晨、雷啟裕醋椒蘿蔔絲魚湯泡黃花魚／賽螃蟹                                              | 沒有資料     |
| 433－436 | 2月20日－2月24日   | 蔡寶欣、何美寶香辣露筍玉簪蝦球／露筍魚柳炒蛋白鍋巴                             | 樊沛珈、黎建彰關西豚平燒／日式炸蓮藕釀雞肉                 | 暫停播映                                                                               | 黃奕晨、雷啟裕乾撈蟹肉魚翅／香煎蛋白魚翅                                         | 米露迪、林詠妍韓式芝士蟹餅／泡菜焗茄蛋                                                    | 沒有資料     |
| 437－441 | 2月27日－3月3日    | 蔡寶欣、何美寶麻油雞麵線／韭菜鮮蝦盒子                                         | 樊沛珈、黎建彰南法芝士忌廉焗薯／達克瓦茲蛋糕               | 蔡寶欣、何美寶、梁釗峰泰式香茅鹽燒魚／雪糕菠蘿包                                       | 米露迪、林詠妍番茄蝦莎莎醬／冧酒焗水蜜桃                                         | 樊沛珈、黎建彰意大利燉小牛膝／蛋糕甜甜圈                                                  | 沒有資料     |

備註：
1. 1 2 3 4 5  該集林詠妍代班主理「一餸一湯」。
2. 1 2  該集雷啟裕代班主理「還原靚靚廚」。

## 相近節目
- 《30分鐘大放餸》（香港開電視）

## 節目調動
- 2021年6月14日至24日、28日至30日、7月7日、8日、12日：由於20:00－20:30播映《歐洲國家盃2020賽日精華》，當日本節目暫停播映。
- 2021年7月23日至8月6日：由於直播《奧運有得揀》，當日本節目暫停播映。
- 2021年10月6日：由於19:00－20:00直播《施政論壇2021》，當日《7點新聞報道》及《環球薈報》暫停播映，並改為於20:00－20:30播出《新聞報道》，當日本節目暫停播映。
- 2022年2月23日：由於19:30－20:30直播《財政預算案論壇》，當日本節目暫停播映。
- 2022年7月1日：由於20:00－21:30播映《慶祝香港回歸祖國二十五周年文藝晚會》，當日本節目暫停播映。
- 2022年10月19日：由於19:30－20:30直播《行政長官2022年施政報告論壇》，當日本節目暫停播映。
- 2022年11月21日：由於19:30－23:15分別直播《90分鐘狂熱倒數》及《FIFA世界盃2022－英格蘭 對 伊朗》，當日本節目暫停播映。
- 2022年11月28日：由於19:30－23:15分別直播《90分鐘狂熱倒數》及《FIFA世界盃2022－韓國 對 加納》，當日本節目暫停播映。
- 2022年12月6日：由於19:30－20:30臨時改為重播《前國家主席江澤民追悼大會》，當日本節目暫停播映。
- 2023年2月22日：由於19:30－20:30直播《財政預算案論壇》，當日本節目暫停播映。

## 外部連結
- ViuTV：今餐有料到 （页面存档备份，存于）
- Programme Production丨Viu TV丨今餐有料到 – ampmhk （页面存档备份，存于）

## 電視節目的變遷
| 香港 ViuTV 星期一至五 20:00－20:30                   | 香港 ViuTV 星期一至五 20:00－20:30         | 香港 ViuTV 星期一至五 20:00－20:30 |
| ---------------------------------------------------- | ------------------------------------------ | ---------------------------------- |
|                                                      | 今餐有料到 （2021年5月10日－2023年3月3日） |                                    |
| 文字偵緝檔案（日劇） （2021年4月16日－2021年5月7日） | 準時開飯 （2023年3月6日－）                |                                    |